# Linienschiffskapitän

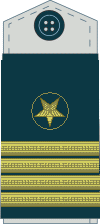
Dienstgradabzeichen eines serbischen Linienschiffskapitäns

Linienschiffskapitän war ein Offiziersrang der k.(u.)k. Kriegsmarine und entsprach rangmäßig dem Oberst bei den Landstreitkräften. Sein Äquivalent in der deutschen Kaiserlichen Marine war der Kapitän zur See. Die Rangbezeichnung wird in Nachfolgestaaten Österreich-Ungarns teilweise weiterverwendet, so zum Beispiel in den Marinen Jugoslawiens und Kroatiens.
Der Titel erklärt sich aus der bis weit ins 19. Jahrhundert üblichen Einteilung der Kriegsschiffe in Größenklassen, angefangen von der kleinsten, der Korvette, über die Fregatte bis zum Linienschiff. In der österreichischen Kriegsmarine führte das zu dementsprechend gebildeten Titulaturen: Korvettenkapitän (Äquivalent zum Major, Titel identisch mit dem der deutschen Marine(n)), Fregattenkapitän (Oberstleutnant, Titel identisch mit dem der deutschen Marine(n)), und eben Linienschiffskapitän.
In systematischer Entsprechung wurde in Österreich-Ungarn seit 1908 auch die Rangfolge der Marine-Subalternoffiziere wie folgt tituliert: Korvettenleutnant (als Äquivalent zum Leutnant [z. See]), Reserveoffiziersdienstgrad seit 1916,
Fregattenleutnant (entspricht dem Oberleutnant [z. See]) und Linienschiffsleutnant (entspricht dem Hauptmann bzw. deutschen Kapitänleutnant). Auch diese Rangfolge hat sich in der kroatischen Marine erhalten.